# Ugo il re del judo/Godam
Ugo il re del judo/Godam è un singolo discografico dei Cavalieri del Re, pubblicato nel 1984.

## Descrizione
Ugo il re del judo è un brano musicale scritto da Riccardo Zara e interpretato dal gruppo I Cavalieri del Re come sigla dell'anime omonimo.
Il demo originale fu proposto come sigla dell'anime Forza Sugar ma venne scartato e riadattato successivamente nel testo per questa serie.
Il brano è arrangiato da Synth di chitarra e dai cori del gruppo che si intrecciano nel ritornello.
Godam è un brano musicale scritto da Riccardo Zara e interpretato dal gruppo de I Cavalieri del Re come sigla dell'anime omonimo.
Riccardo Zara chiese direttamente ad Olimpio Petrossi responsabile alla RCA della scelta delle sigle televisive per gli anime, di poter scrivere una sigla che si discostasse da quelle cantate fino a quel momento.
Il brano venne inserito nella compilation Tivulandia i successi N.6 nell'autunno del 1983, molti mesi prima  della messa in onda del cartone.
La prima tiratura del 45 giri venne ritirata dal mercato per un errore di stampa: il disco venne edito con la copertina del singolo Lo specchio magico. Non andò meglio con la seconda tiratura che conteneva su entrambe le facciate il brano del Lato A, tanto che si decise di annullare definitivamente la produzione del disco.
Godam venne inserita nella compilation Tivulandia i successi N.6. Il brano Ugo il re del judo invece finì per errore su alcune copie del singolo Lo specchio magico come Lato A,rendendo il 45 giri uno dei più ricercati dai collezionisti.
L'associazione culturale TV-Pedia, su etichetta Siglandia, ha ristampato entrambi i brani come Lati B dei singoli Jane & Micci/Godam nel 2010, e Ikkyusan il piccolo bonzo/Ugo il re del judo nel 2011.